# 안트라닐산
안트라닐산(영어: anthranilic acid)은 화학식이 C6H4(NH2)(CO2H)인 방향족산이며 약간 달콤한 맛을 가지고 있다. 2-아미노벤조산(영어: 2-aminobenzoic acid) 또는 o-아미노벤조산(영어: o-aminobenzoic acid), 줄여서 2-AA, 2AA, AA라고 지칭하기도 한다. 안트라닐산은 카복실산 및 아민으로 오쏘 치환된 벤젠 고리로 구성된다. 산성 작용기와 염기성 작용기를 모두 가지고 있기 때문에 안트라닐산은 양쪽성 물질이다. 순수한 안트라닐산은 흰색 고체이지만 상업적 샘플은 노란색을 보일 수 있다. 안트라닐산의 탈양성자화에 의해 얻어진 음이온 [C6H4(NH2)(CO2)]−을 안트라닐레이트(영어: anthranilate)라고 한다. 안트라닐산은 과거에 비타민으로 여겨졌었고, 그러한 맥락에서 비타민 L1으로 불렸었지만, 현재는 사람의 영양에 필수적이지 않은 것으로 알려져 있다.

## 구조
일반적으로 그렇게 언급되지는 않지만, 안트라닐산은 아미노산이다. 고체 상태의 안트라닐산은 아미노-카복실산 및 양쪽성 이온인 암모늄 카복실레이트의 형태로 구성된다.

## 생성
안트라닐산을 생성하는 많은 경로가 설명되었다. 안트라닐산은 산업적으로 아민화에서 시작하여 무수 프탈산으로부터 생성된다.
C6H4(CO)2O  +  NH3  +  NaOH  →   C6H4(C(O)NH2)CO2Na  +  H2O
생성된 프탈아마이드산의 나트륨염은 차아염소산염에 의해 유도된 아마이드기의 호프만 자리옮김을 통해 탈카보닐화된다.
C6H4(C(O)NH2)CO2Na  +  HOCl   →  C6H4NH2CO2H  +  NaCl  +  CO2
이와 관련된 방법으로는 수용성 수산화 나트륨에서 하이포아브로민산 나트륨과 프탈이미드로 처리한 후 중화시키는 방법이 있다. 인디고 염료를 식물로부터 얻던 시대에는 이를 분해하여 안트라닐산을 얻었다.
안트라닐산은 인디고 염료의 염기 유도 분해에 의해 최초로 얻어졌다.

### 생합성
안트라닐산은 코리슴산으로부터 합성된다. 안트라닐산은 아미노기에 포스포리보실 피로인산의 부착을 통해서 아미노산인 트립토판의 전구체 역할을 한다.
|  |

## 용도
산업적으로 안트라닐산은 아조 염료 및 사카린의 생성에서 중간생성물이다. 안트라닐산 및 안트라닐산 에스터는 자스민과 오렌지를 모방한 향수, 의약품(푸로세미드와 같은 고리 이뇨제) 및 UV 흡수제 뿐만 아니라 금속에 대한 방청제 및 간장에서 살진균제를 제조하는데 사용된다.
안트라닐산 기반 방충제는 다이에틸톨루아마이드(DEET)의 대체제로서 제안되어 왔다.
페남산은 안트라닐산의 유도체이며, 이는 아스피린의 활성 대사산물인 살리실산의 질소 등배전자체이다. 메페남산, 톨페남산, 플루페남산, 메클로페남산을 포함한 몇몇 비스테로이드성 항염증제들은 페남산 또는 안트라닐산으로부터 유래되며, "안트라닐산 유도체" 또는 "페나메이트"로 불린다.

## 반응
안트라닐산은 다이아조늄 양이온 [C6H4(CO2H)(N2)]+을 생성하기 위해 다이아조화 될 수있다. 다이아조늄 양이온은 벤자인을 생성하거나, 이량체화되어 다이펜산을 생성하거나, 또는 메틸 레드의 합성에서와 같은 다이아조늄 커플링 반응에 사용될 수 있다.
안트라닐산은 포스젠과 반응하여 다용도 시약인 아이사토산 무수물을 생성한다.
안트라닐산의 염소화는 2,4-다이클로로 유도체를 생성하며, 이는 환원 커플링을 거쳐 바이아릴 화합물을 형성할 수 있다.

## 안전 및 규제
안트라닐산은 또한 현재 광범위하게 금지된 다행성 진정제인 메타콸론을 만드는 데 사용되기 때문에 미국 마약단속국(DEA) 화합물 목록 I의 화학물질이기도 하다.

## 같이 보기
- 키뉴레니네이스
- 3-아미노벤조산
- 4-아미노벤조산
- 안트라닐산 메틸